# Reality Labs
Reality Labs (wcześniej Oculus) to spółka zależna od Meta Platforms, która zajmuje się tworzeniem gogli wirtualnej rzeczywistości, akcesoriów do nich oraz grami i programami, które są na nich uruchamiane. Spółka została założona przez Palmer Luckey’a, Brendan Iribe, Michael Antonov oraz Nate Mitchell w 2012 roku w Irvine. Pierwszym projektem Oculus były gogle Oculus Rift, które uzbierały 2,4 mln USD na Kickstarterze.
W marcu 2014 Facebook, Inc. (aktualnie Meta Platforms) zakupiło spółkę Oculus za 2,3 mln USD. Chwilę po tym wydarzeniu Oculus przeniósł się do Menlo Park wraz z Facebook, Inc. W 2014 r. Oculus rozpoczęło współpracę z Samsung Electronics. W ramach tej współpracy powstało Gear VR, czyli gogle VR dla smartfonów. W 2018 r. firma wypuściła własne samodzielne gogle o nazwie Oculus Go.
W 2019 r. został wypuszczony następca Oculus Go, Oculus Quest oraz odświeżona wersja Oculus Rift, czyli Oculus Rift S. W 2020 r. na rynku pojawił się Meta Quest 2, w 2022 - Meta Quest Pro, a w 2023 - Meta Quest 3.

## Historia
W wieku 15 lat Palmer Luckey zaczął interesować się konceptem wirtualnej rzeczywistości. Miał doświadczenie w modyfikowaniu sprzętu. Był moderatorem ModRetro, społeczności dedykowanej modyfikowaniu starych konsol. Rok później, w wieku 16 lat, Palmer zaczął budować własne gogle VR. Niektóre prototypy były zmodyfikowanymi modelami istniejących już gogli VR, inne były rozbudowanymi wyświetlaczami stworzonymi przez innych entuzjastów, a niektóre były zbudowane przez niego od podstaw. Na pewnym forum Palmer miał okazję rozmawiać z Johnem Carmackiem, głównym programistą Doom-a, Wolfenstein 3D, oraz Quake-a. Johnowi spodobały się prototypy Luckeya i już kilka miesięcy później zaprezentował je na E3. Po kilku tygodniach Palmer stworzył własną firmę zajmującą się goglami VR – OculusVR.
Na Kickstarterze pojawił się projekt Oculus Rift, który w pierwszym dniu uzbierał 670 tys. USD, a zakończył się z 2,4 mln USD. Pierwszy Devkit (znany jako Oculus Rift DK1) był nazywany lepszym niż reszta gogli dostępnych na rynku, ale nie był idealny. Głównym problemem pierwszego Devkit-u Oculus Rift był fakt, że okulary nie wiedziały, gdzie dokładnie znajduje się głowa gracza. Gracz mógł się obracać w wirtualnym świecie bez problemu, ale gdy chciał przybliżyć głowę do jakiegoś przedmiotu postać nie robiła nic. Firma zaczęła wysyłać pierwszy devkit 29 marca 2013 roku. Oculus zaczął akceptować zamówienia na drugi devkit 19 marca 2014, czyli tydzień przed przejęciem firmy przez Facebooka. Drugi Devkit znacząco poprawił rozdzielczość i jakość obrazu oraz naprawił główny problem pierwszego devkit-u.

### Przejęcie firmy przez Facebooka
25 marca 2014 Mark Zuckerberg zapowiedział, że Facebook, Inc. zakupi firmę Oculus za 2 mld USD. W tym 400 mln dolarów w gotówce i 23,1 mln akcji Facebooka. Wiele osób dużo znaczących dla rynku gier oraz Kickstartera, w tym twórca gry Minecraft, Markus Persson, krytykowało zakup Oculusa przez Facebooka.
Na początku 2015 r. Oculus wraz z Facebookiem przeniosło się do Menlo Park. W maju 2015 roku Oculus przejął brytyjską firmę Surreal Vision, firmę pracującą nad 3D scene-mapping i rozszerzoną rzeczywistością. Wieści donosiły, że Oculus i Surreal Vision mogą umieścić rozszerzoną rzeczywistość, podobną do nadchodzącego Microsoft HoloLens w nadchodzących goglach Oculusa.
28 marca 2016 na rynku pojawiła się pierwsza wersja Oculus Rift przeznaczona dla konsumentów, a w 2017 r. we współpracy z firmą Xiaomi zostały zapowiedziane gogle Oculus Go. W 2019 r. został wypuszczony następca Oculus Go, Oculus Quest oraz odświeżona wersja Oculus Rift, czyli Oculus Rift S. W październiku 2020 został wydany Meta Quest 2 (wtedy Oculus Quest 2).
Od 2016 roku spółka oficjalnie nazywała się Oculus from Facebook. W sierpniu 2020 Facebook zapowiedział wymóg posiadania konta na Facebooku, by móc używać urządzeń firmy Oculus. Istniejące samodzielne konta Oculus będą aktywne do początku 2023 roku, jednak w 2022 roku zapowiedziano konta Meta, osobne od kont Facebook, dostępne od sierpnia 2022. W październiku 2021 Facebook oficjalnie zmienił nazwę na Meta, a Oculus zamienił się w Reality Labs.

## Urządzenia

### Oculus Rift

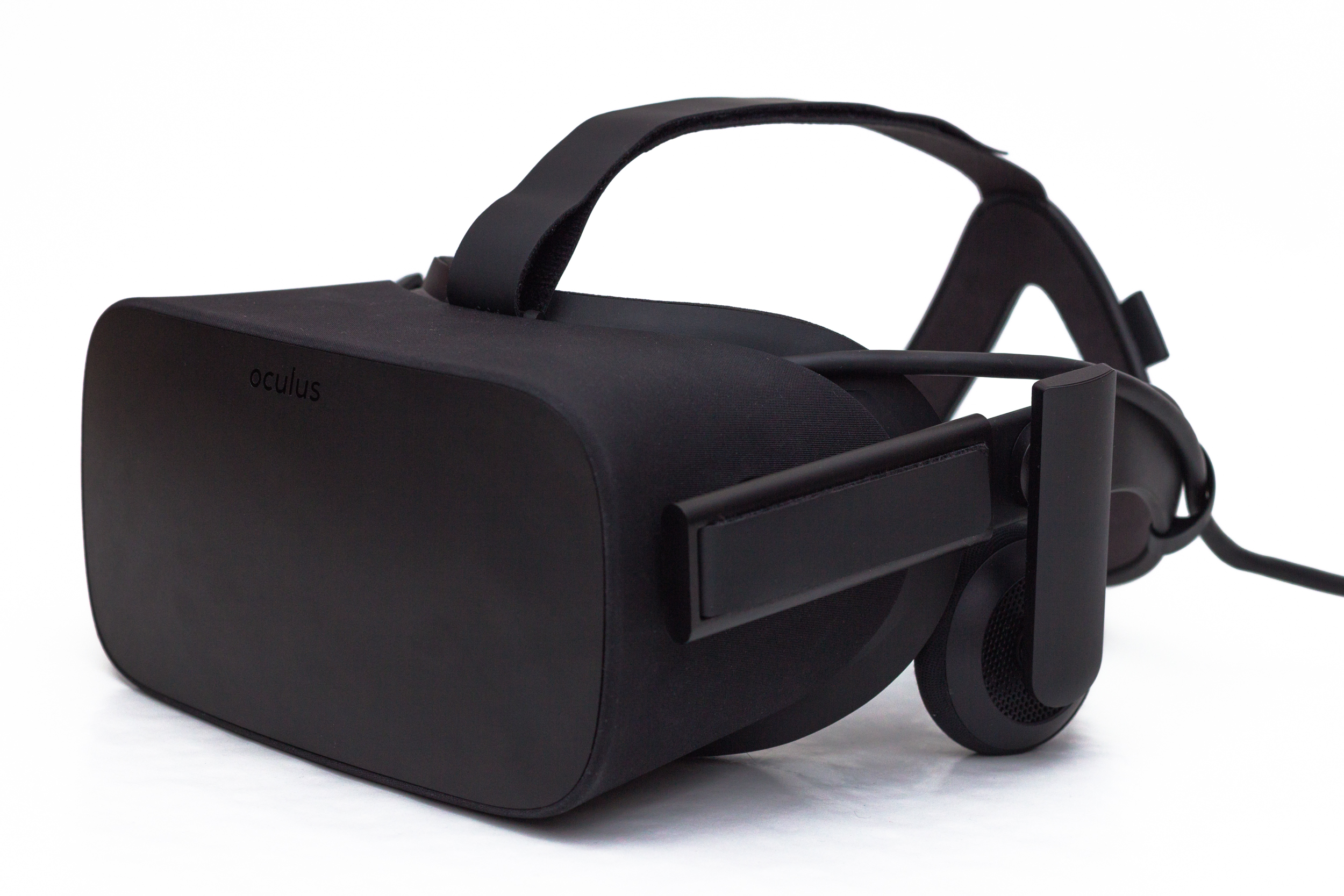
Oculus Rift CV1

Oculus Rift CV1, znany również jako po prostu Oculus Rift, był pierwszym modelem konsumenckim gogli Oculus Rift. Został wydany 28 marca 2016 r. w 20 krajach, z ceną 599 USD. 6955 osób, które otrzymały DevKit 1 za wsparcie Oculus Rift na Kickstarterze otrzymało model CV1 za darmo. 6 grudnia 2016 r. firma Oculus wydała kontrolery ruchu dla Rift-a, znane jako Oculus Touch.

### Samsung Gear VR

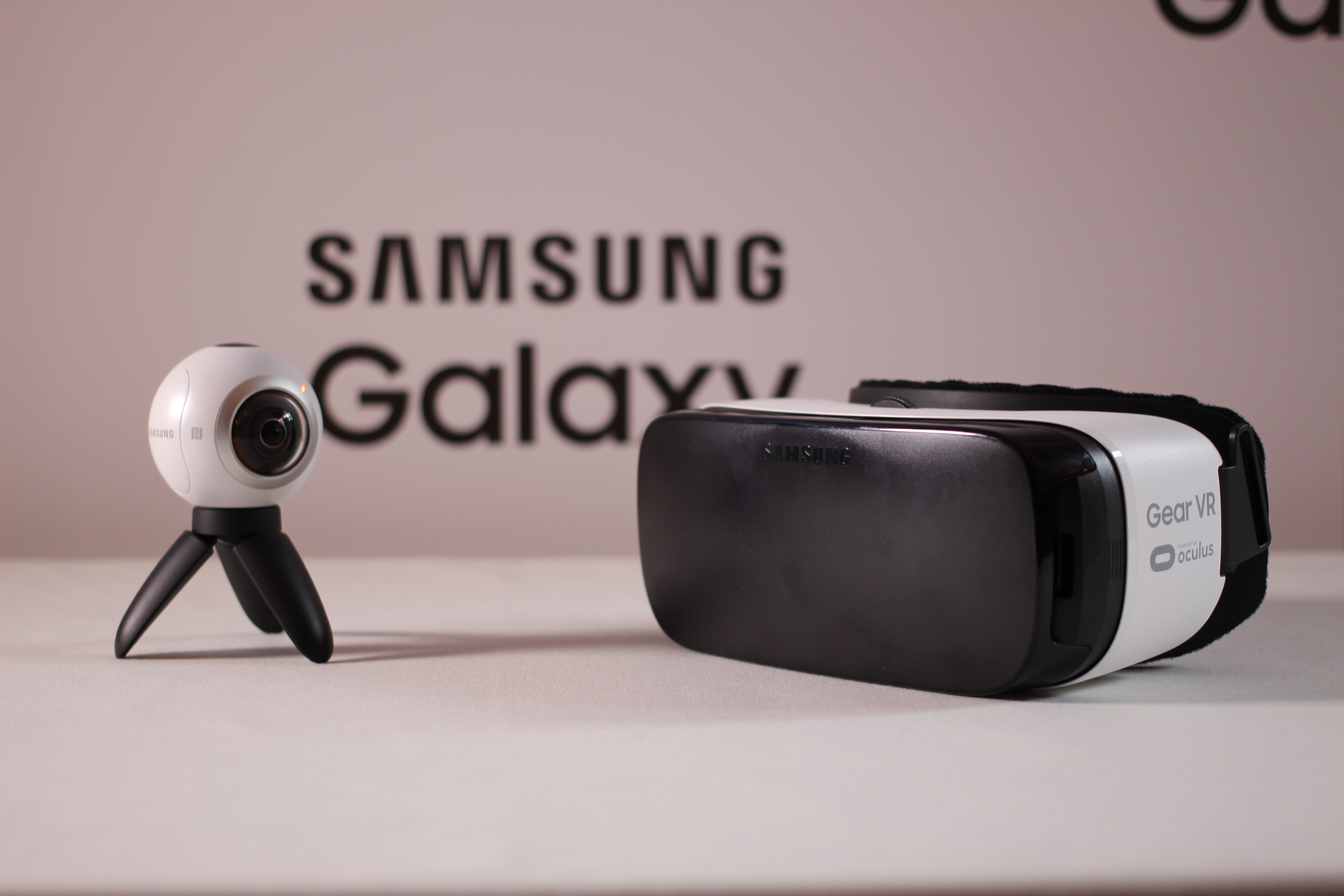
Samsung Gear 360 i Samsung Gear VR

We współpracy z Samsung Electronics, Oculus stworzyło Gear VR, czyli gogle VR dla smartfonów. Gogle wspierały telefony z linii Galaxy S6 oraz Galaxy S7 i Galaxy Note 5. Gogle zostały wydane w 2014 roku.

### Oculus Go

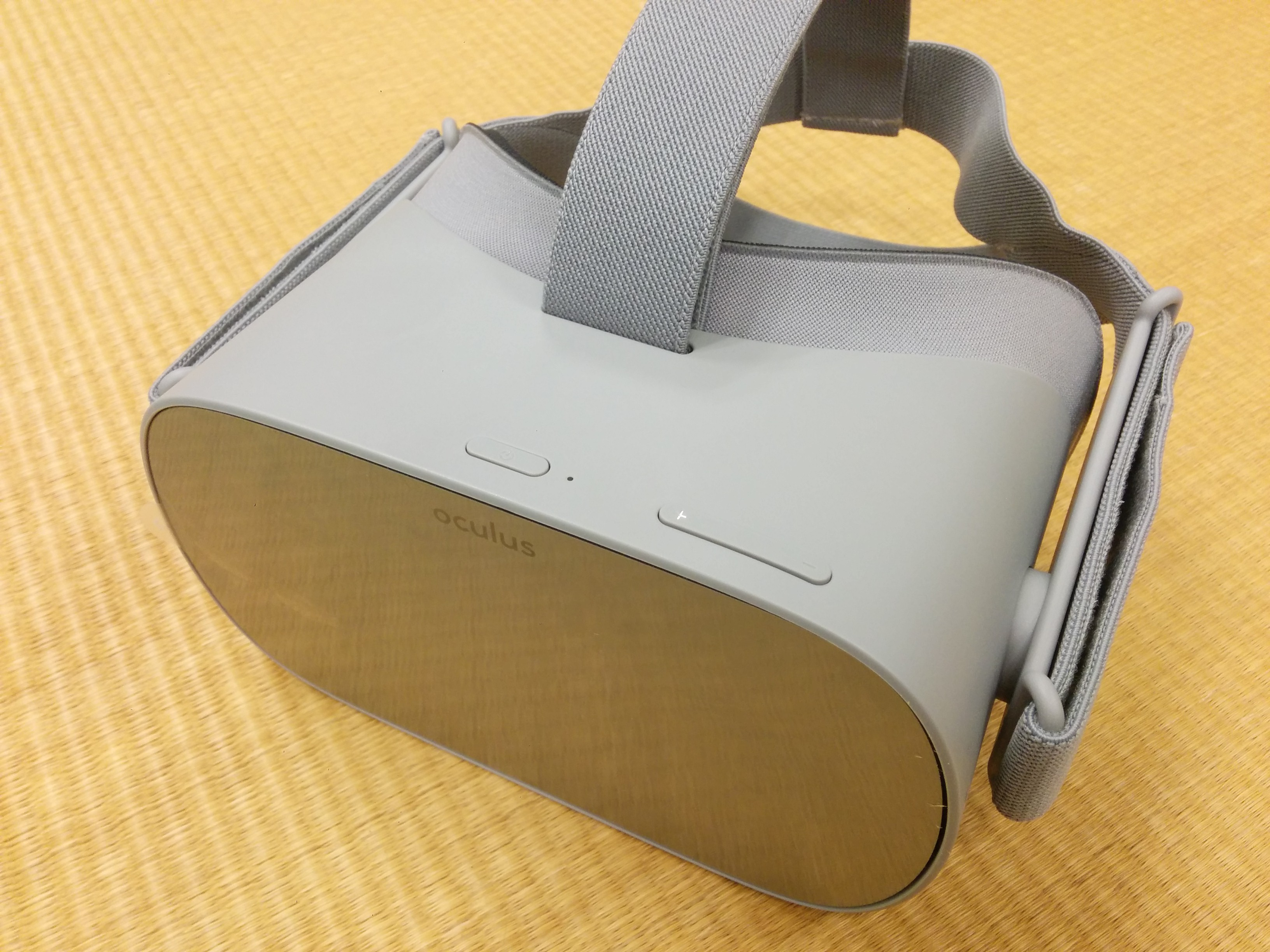
Oculus Go

Oculus Go to pierwsze samodzielne gogle VR firmy Oculus. Powstały one we współpracy z firmą Xiaomi (w chinach zostały one wydane pod nazwą Xiaomi Mi VR). W przeciwieństwie do Oculus Rift, Oculus Go nie wymagał komputera, by działać. Go używa kontrolerów przypominających kontrolery do Gear VR. Gogle zostały wydane 11 października 2014, a ich wsparcie zostało zakończone w 2020.

### Oculus Quest

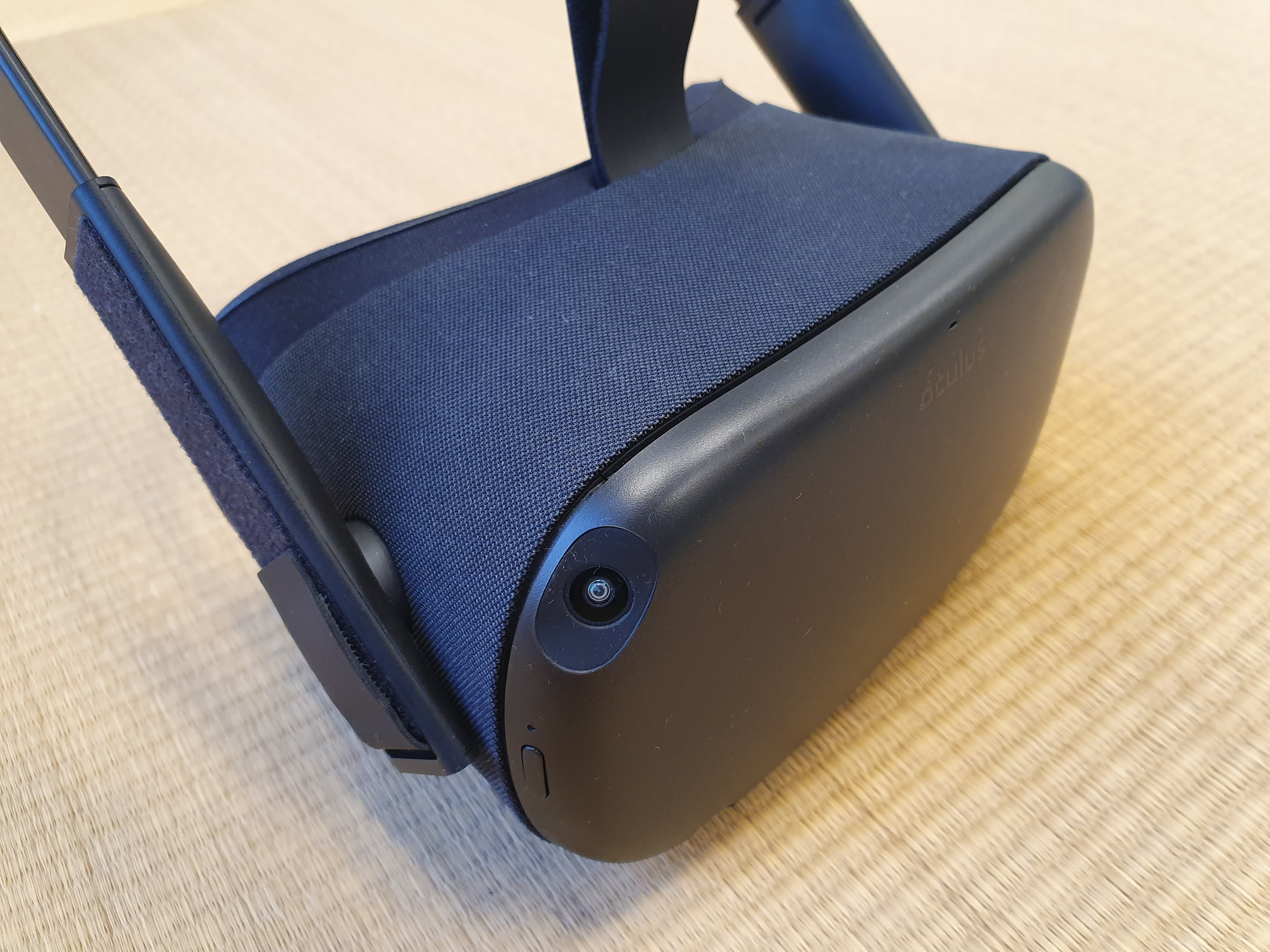
Oculus Quest

Oculus Quest to następca Oculus Go wydany w 2019 roku. Jest dostępny w dwóch wariantach: 64 GB oraz 128 GB. Oculus Quest posiada dwa wyświetlacze OLED z rozdzielczością 1600 × 1440. Oculus Quest używa ulepszonych kontrolerów Oculus Touch.

### Oculus Rift S

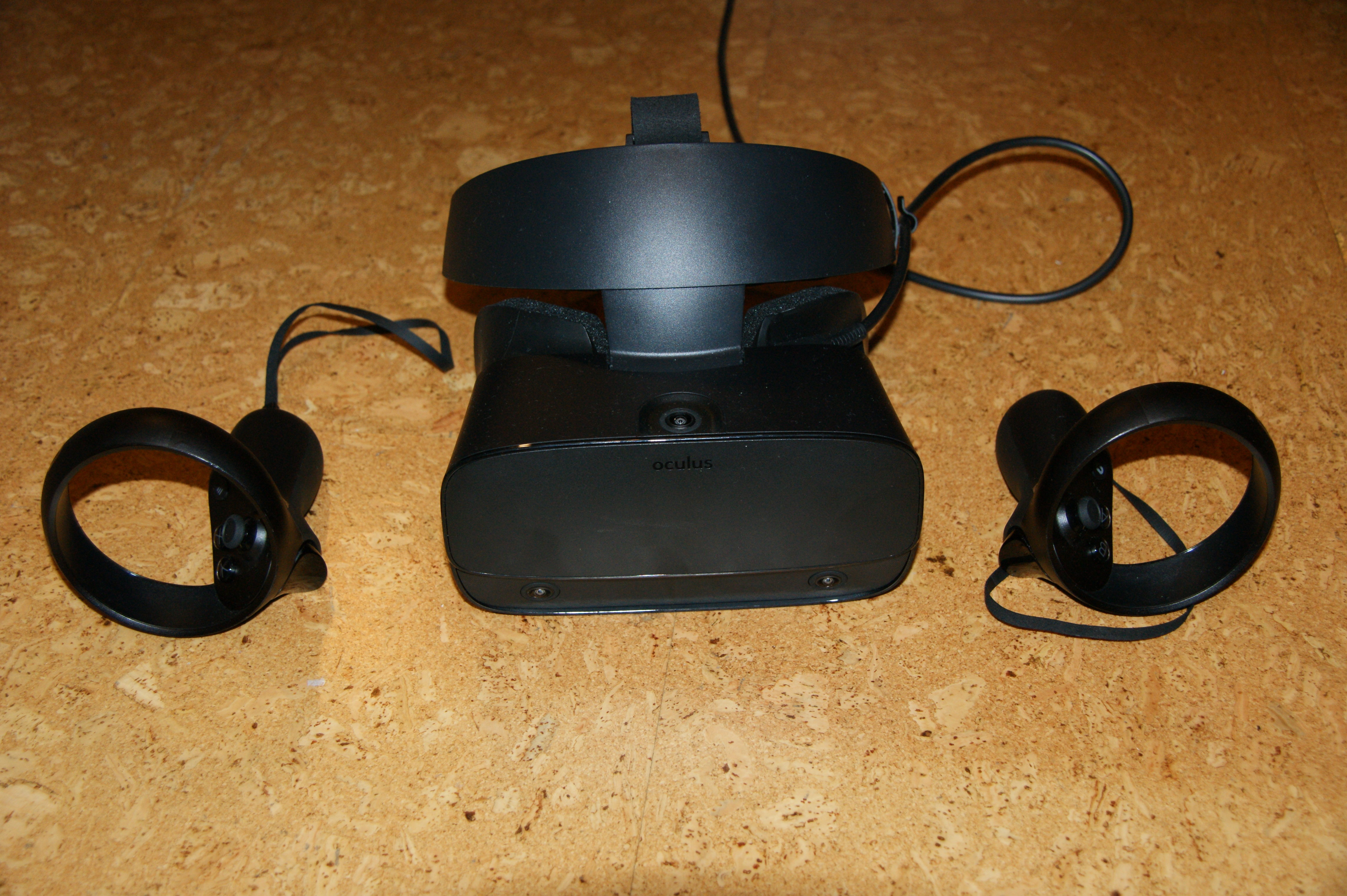
Oculus Rift S

Oculus Rift S to ulepszona wersja Oculus Rift. Urządzenie zostało stworzone we współpracy z Lenovo. Urządzenie łączy funkcje z Oculus Go oraz Oculus Quest i w pełni wspiera gry na poprzedni model. Ma lepszy wyświetlacz niż Oculus Go, ale gorszy niż Oculus Quest. Gogle zostały wydane we wrześniu 2020, a ich wsparcie zostało zakończone w kwietniu 2021.

### Meta Quest 2

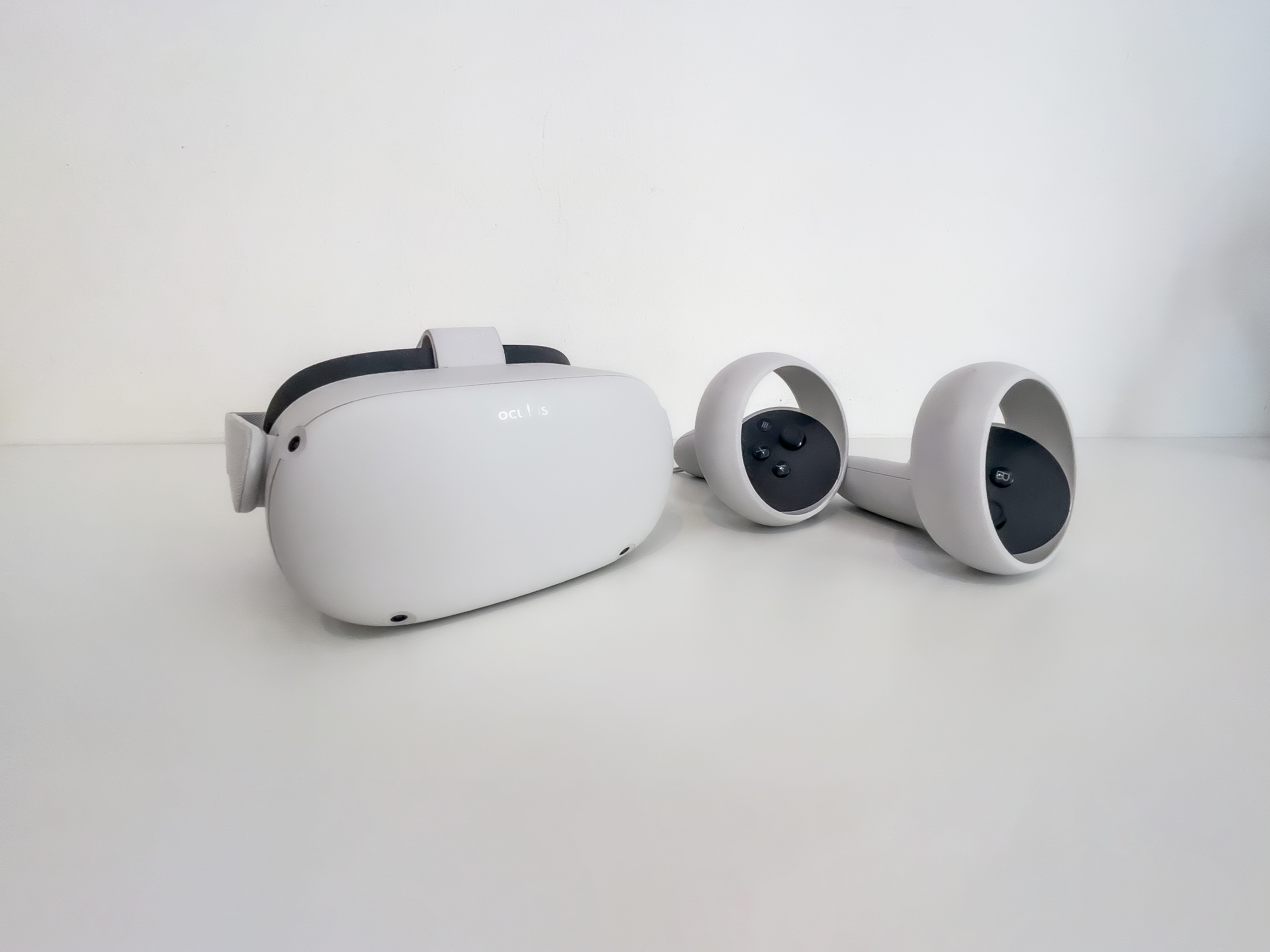
Meta Quest 2 VR (z logiem Oculus)

Meta Quest 2 (pierwotnie Oculus Quest 2) to następca gogli Oculus Quest wydany w październiku 2020. Posiada lepsze wyświetlacze oraz szybszą prędkość odświeżania. Oculus Quest 2 jest o 100 USD tańszy niż swój poprzednik.

### Meta Quest Pro
Meta Quest Pro miało swoją premierę w październiku 2022. Cena tego modelu w Polsce wynosi aktualnie 1199,99€.

### Meta Quest 3
Meta Quest 3 zostało wydane w październiku 2023. Ceny wersji 128GB kosztuje 549,99€, a 512GB – 699,99€ w Polsce.